# Pietro Fazzi
Pietro Fazzi (Lucca, 3 agosto 1958) è un politico italiano, ex sindaco della città di Lucca.

## Biografia
Si iscrive all'Università Cattolica del Sacro Cuore, dove svolge gli studi presso il Collegio Augustinianum. Laureato con lode in scienze politiche, è stato presidente della FUCI (Federazione degli Universitari Cattolici Italiani) dell'Università Cattolica di Milano. Insegnante, nel 1985 è eletto consigliere comunale come indipendente nelle liste della Democrazia Cristiana. Dal 1995 svolge la professione di promotore finanziario.
Eletto per il centrodestra Sindaco di Lucca alle elezioni del 1998, ottenendo al turno di ballottaggio dell'11 giugno il 54,8% dei voti contro il candidato del centrosinistra Antonio Rossetti. Alle successive elezioni comunali del 28 maggio 2002 è stato riconfermato al primo turno con il 53% dei consensi con l'apporto dell'intero centrodestra.

## Vicende amministrative
L'11 ottobre 2005 accusa l'allora presidente del Senato Marcello Pera di ingerenze nell'attività amministrative del Comune davanti al consiglio comunale lucchese e, in piazza, a tutta cittadinanza. Dopo una lunga e dura polemica, e dopo un susseguirsi di dimissioni da parte di alcuni componenti della sua Giunta, il 6 giugno 2006 è sfiduciato dal consiglio comunale. In questi otto mesi il clima politico lucchese è notevolmente avvelenato tra gli scontri avvenuti tra Pietro Fazzi e il senatore Marcello Pera, nonché con l'on. Denis Verdini, che impose al proprio partito di passare momentaneamente all'opposizione in consiglio comunale, col dissenso di molti.
Alle elezioni provinciali del 29 maggio 2006 è candidato alla presidenza della Provincia di Lucca per le liste Liberi e Responsabili e Movimento Autonomista Toscano. È eletto consigliere provinciale ottenendo quasi il 16% dei consensi nel comune di Lucca ed il 6,4% nel complesso del territorio provinciale per un totale di 11.438 voti.
L'anno successivo alle elezioni amministrative del 2007, non potendo presentare per la terza volta consecutiva la candidatura a sindaco, il candidato Marco Brancoli Pantera, da Fazzi designato, ottiene un risultato individuale del 3.9%.
La lista Liberi e Responsabili ottiene il 4,2% nel territorio comunale, ma per non aver sostenuto ufficialmente nessuno dei due candidati concorrenti al turno di ballottaggio, non riporta eletti in Consiglio comunale ad eccezione del candidato Brancoli Pantera. A seguito delle dimissioni di quest'ultimo, intervenute nel giugno 2009 e dettate dalla impossibilità di conciliare l'attività professionale con l'impegno che la carica di capogruppo e di consigliere comunale richiedevano, Pietro Fazzi ha così potuto sedere nuovamente nei banchi del Consiglio lucchese. L'11 febbraio 2010 ha aderito al Popolo della Libertà. Nel luglio 2011 Fazzi ha altresì presentato le proprie dimissioni irrevocabili dalla carica di consigliere comunale in aperta polemica con la mancata realizzazione delle aspettative legate al programma elettorale del Sindaco Mauro Favilla, frizione che sancirà un nuovo distacco tra l'ex-sindaco della città di Lucca e il centrodestra locale.
Alle elezioni amministrative del 2012 Fazzi ripropone alla città di Lucca la sua candidatura a sindaco, appoggiata da una propria lista civica e dall'Unione di Centro. Questa scelta provoca una diaspora nel centrodestra lucchese, dove, in particolare, i consiglieri comunali Checchia Massimo, Buchignani Nicola, Lido Fava, Torri Gabriele e Venturi Alessandro decidono di fuoriuscire dal gruppo consiliare del PDL per sostenere la candidatura di Fazzi, facendo appello al voto disgiunto e invitando gli elettori a non sostenere il Sindaco uscente, Mauro Favilla, ritenuto un candidato imposto dai vertici del partito ed inadeguato a fronteggiare il centrosinistra lucchese.
Il risultato del primo turno, tenutosi il 6 e 7 maggio 2012, lo designa con il 15,70% dei suffragi al ballottaggio come avversario del candidato di centrosinistra Alessandro Tambellini, che ha riportato invece il 46,81% dei consensi. A fronte della complessiva perdita dei consensi del centrodestra italiano, in molti sono rimasti stupiti di come Pietro Fazzi abbia superato Mauro Favilla, sebbene di soli 422 voti, il quale ha ottenuto un consenso pari al 14,67% dei consensi dei lucchesi, perdendo quindi la possibilità di riconfermare il proprio incarico.. A seguito di questo risultato, nella corsa elettorale alla sua possibile rielezione l'ex-sindaco di Lucca ha comunque deciso di non effettuare alcun apparentamento ufficiale con le liste escluse dal turno di ballottaggio.
L'esito del secondo turno elettorale, stante un calo dell'affluenza alle urne e pur accrescendo di quasi 4.000 voti il risultato precedente, lo vede assestarsi al 30,27% a fronte del 69,72% dello sfidante di centrosinistra. Pietro Fazzi risulterà comunque eletto al Consiglio comunale lucchese assieme a due consiglieri totalizzati dalla sua lista civica, nonché da un ulteriore eletto spettante all'Unione di Centro.